# Mara Titarsolej
Mara Zoe Titarsolej (Arnhem, 29 augustus 1999) is een Nederlands turnster. Ze vertegenwoordigde Nederland op de wereldkampioenschappen van 2015. 

## Loopbaan

### Junior
In 2012 won ze goud op het Nederlands kampioenschap op de meerkamp. Het jaar daarop behaalde ze daar een vierde plaats. Voor het European youth Olympic Festival was ze geselecteerd voor het Nederlands team. Hier behaalde ze een achtste plaats in de meerkamp en met het team behaalde ze een negende plaats. Later in 2013 nam ze deel aan de Leverkusen Cup in Duitsland Hier behaalde ze een vierde plaats op zowel de team finale als op de brug, een zesde plaats op de grondoefening en een negende plaats op de meerkamp. In de herfst stond het Gym Massilia op het programma. Hier wist ze in het open team goud te veroveren op de grond en brons in het open individueel.
In februari van 2014 nam ze deel aan de WOGA Classic waar ze vijfde op de burg en 15de op de meerkamp werd. Hier won ze zilver op de meerkamp net achter haar teamgenote Eythora Thorsdottir. De maand daarop nam ze deel aan het Nederlands team kampioenschap ze won er zilver met het team. In december nam ze deel aan het Pas de Calais International waar ze goud won op de vloer, brons met het team, een vijfde plaats op de brug en een zesde plaats op de meerkamp.

### Senior

#### 2015
Haar eerste wedstrijd als senior was op het Nederlands kampioenschap in juni, ze won er zilver op de meerkamp en op de brug en een vierde plaatst op de vloer. Ze zat in de selectie voor het wereldkampioenschap in Glasgow. Hier behaalde ze met het team een achtste plaats en zorgde er zo mee voor dat Nederland een volledig team mocht afvaardigen op de Olympische Spelen in Rio.

#### 2016
In mei nam ze deel aan de IAG SportEvent waar ze op de meerkamp, de balk en de vloer zilver behaalde. Een maand later trok ze naar Zwitserland voor de Europees kampioenschappen. Ze behaalde een vijfde plaats op de vloer. Later in dezelfde maand werd ze negende op het Nederlands kampioenschap. Titarsolej zat niet in de selectie voor het Olympische Spelen. 

#### 2017 - 2019
In maart nam ze deel aan het Stuttgart Team Challenge maar het Nederlands team kon zich voor geen enkel finale plaatsen. In april van 2018 onderging ze een operatie aan haar enkel, een blessure die ze in 2016 opliep, en besloot om een revalidatie jaar te houden en te focussen op haar herstel. Het jaar daarop stond ze op het Nederlands Kampioenschap. Hier behaalde ze een vijfde plaats op de vloer en op de balk, op de meerkamp eindigde ze als zesde.

#### 2020
Op 30 mei deelde ze op haar Instagram account mee dat ze samen met Maartje Wurkum, vanaf 1 augustus niet meer kon turnen bij haar club GTV de Hazenkamp. Voor het academiejaar 2020-2021 kondigde ze aan dat ze naar de Long Island Universiteit in New York ging. Daar heeft ze geholpen het programma op te bouwen. Ze haalde de eerste “perfect 10” van LIU Gymnastics op brug. 
In 2024 is ze van Long Island University naar de University of Missouri overgestapt. Op 16 februari 2024 behaalde ze ook bij Missouri een perfecte score, een 10. 

## Palmares

### Senior
| Jaar | Wedstrijd                | Meerkamp | Meerkamp | Onderdeel | Onderdeel | Onderdeel | Onderdeel |
| Jaar | Wedstrijd                | Indiv.   | Team     |           |           |           |           |
| ---- | ------------------------ | -------- | -------- | --------- | --------- | --------- | --------- |
| 2019 | Nederlands kampioenschap | 6        |          |           | 5         |           | 5         |
| 2019 | Züri-Oberland Cup        | Goud     |          | Brons     | Goud      | Goud      | Goud      |
| 2017 | Dutch Invitational       | 14       |          |           |           |           |           |
| 2016 | Nederlands kampioenschap | 9        |          |           |           |           |           |
| 2016 | Europees kampioenschap   |          |          |           |           |           | 5         |
| 2016 | IAG Sport Event          | Zilver   |          | 5         | Zilver    | 4         | Zilver    |
| 2015 | Wereldkampioenschap      |          | 8        |           |           |           |           |
| 2015 | Nederlands kampioenschap | Zilver   |          |           |           | Zilver    | 4         |

### Junior
| Jaar | Wedstrijd                             | Meerkamp | Meerkamp | Onderdeel | Onderdeel | Onderdeel | Onderdeel |
| Jaar | Wedstrijd                             | Indiv.   | Team     |           |           |           |           |
| ---- | ------------------------------------- | -------- | -------- | --------- | --------- | --------- | --------- |
| 2014 | Pas de Calais International           | 6        | Brons    |           |           | 5         | Goud      |
| 2014 | Nederlands team kampioenschap         |          | Zilver   |           |           |           |           |
| 2014 | Wase Cup                              | Zilver   |          |           |           |           |           |
| 2014 | WOGA Classic                          | 15       |          |           |           | 5         |           |
| 2013 | Elite Gym Massilia - Open Individueel |          |          |           |           |           | Brons     |
| 2013 | Elite Gym Massilia - Open Team        |          |          |           |           |           | Goud      |
| 2013 | Leverkusen Cup                        | 9        | 4        |           |           | 4         | 6         |
| 2013 | European Youth Olympic Festival       | 8        | 9        |           |           |           |           |
| 2013 | Nederlands kampioenschap              | 4        |          |           |           |           |           |
| 2012 | Nederlands kampioenschap              | Goud     |          |           |           |           |           |